# Lista catedralelor din România
Această listă enumeră catedralele din România, deopotrivă pe cele propriu-zise (ortodoxe, romano-catolice și greco-catolice), cât și bisericile centrale ale eparhiilor protestante, care au și ele funcție de catedrală.
În România funcționează în prezent 51 de catedrale (evidențiate în tabelul de mai jos pe fond colorat):
- 34 ortodoxe (29 ortodoxe române, 3 ortodoxe de rit vechi, 1 ortodoxă sârbă și 1 apostolică armeană);
- 12 catolice (6 romano-catolice, 6 române unite);
- 05 protestante (2 calvine, 1 luterană săsească, 1 luterană maghiară-slovacă, 1 unitariană).

Fostele catedrale, care au avut această funcție în trecut, sunt și ele enumerate în listă (cele pe fond alb).

## Lista catedralelor
| Denumire                                                     | Localitate      | Provincie | Eparhie                                                                                | Confesiune                | Data construcției (sfințirii) lăcașului | Ctitor                                            | Perioadă de funcționare drept catedrală | Fotografie                                                                |
| ------------------------------------------------------------ | --------------- | --------- | -------------------------------------------------------------------------------------- | ------------------------- | --------------------------------------- | ------------------------------------------------- | --------------------------------------- | ------------------------------------------------------------------------- |
| Catedrala Acoperământul Maicii Domnului                      | Brăila          | Muntenia  | Eparhia de Fântâna Albă a Mitropoliei Ortodoxe Ruse de Rit Vechi                       | Ortodoxie                 | 1880                                    |                                                   | 1940–prezent                            |                                                                           |
| Vechea catedrală Adormirea Maicii Domnului                   | Baia Mare       | Ardeal    | Eparhia de Maramureș a Bisericii Române Unite cu Roma, Greco-Catolice                  | Catolicism (rit bizantin) | 1911                                    |                                                   | 1929–1948                               |                                                                           |
| Vechea catedrală Adormirea Maicii Domnului                   | Buzău           | Muntenia  | Arhiepiscopia Buzăului și Vrancei                                                      | Ortodoxie                 | 1649                                    | Matei Basarab                                     | 1649–2009                               |                                                                           |
| Catedrala Greco-Catolică Sfântul Iosif                       | Cluj            | Ardeal    | Eparhia Greco-Catolică de Cluj-Gherla                                                  | Greco-Catolică            | 1992 (nefinisată)                       |                                                   |                                         |                                                                           |
| Vechea catedrală Sfântul Nicolae                             | Cluj            | Ardeal    | Episcopia Clujului                                                                     | Ortodoxie                 | 1932                                    |                                                   | 1932–1933                               |                                                                           |
| Catedrala Adormirea Maicii Domnului                          | Cluj            | Ardeal    | Arhiepiscopia Vadului, Feleacului și Clujului                                          | Ortodoxie                 | 1933                                    |                                                   | 1933–prezent                            |                                                                           |
| Catedrala Adormirea Maicii Domnului a mânăstirii Argeșului   | Curtea de Argeș | Muntenia  | Arhiepiscopia Argeșului și Muscelului                                                  | Ortodoxie                 | 1517                                    | Neagoe Basarab                                    | 1793-1949; 1990–prezent                 |                                                                           |
| Vechea catedrală Adormirea Maicii Domnului                   | Feleacu         | Ardeal    | Mitropolia Ardealului?                                                                 | Ortodoxie                 | 1470                                    |                                                   | 14..–15..                               |                                                                           |
| Catedrala Adormirea Maicii Domnului                          | Giurgiu         | Muntenia  | Episcopia Giurgiului                                                                   | Ortodoxie                 | 1852                                    |                                                   | 2006–prezent                            |                                                                           |
| Vechea catedrală Adormirea Maicii Domnului                   | Iași            | Moldova   | Episcopia Romano-Catolică de Iași                                                      | Catolicism (rit latin)    | 1789                                    |                                                   | 1884–2005                               |                                                                           |
| Vechea catedrală Adormirea Maicii Domnului                   | Lipova          | Banat     | Episcopia Ortodoxă a Lipovei                                                           | Ortodoxie                 | 1388                                    |                                                   | 14..–16..                               | Foto Biserica Lipova                                                      |
| Vechea catedrală Adormirea Maicii Domnului                   | Oradea          | Crișana   | Episcopia Oradiei                                                                      | Ortodoxie                 | 1790                                    |                                                   | 1921–2012                               | Foto Biserica cu Lună                                                     |
| Catedrala Adormirea Maicii Domnului a mânăstirii Uspenia     | Slava Rusă      | Dobrogea  | Eparhia Slavei a Mitropoliei Ortodoxe Ruse de Rit Vechi                                | Ortodoxie                 | 1883                                    |                                                   | 1883–prezent                            | Foto Mănăstirea Uspenia                                                   |
| Vechea catedrală Adormirea Maicii Domnului                   | Timișoara       | Banat     | Episcopia Timișoarei                                                                   | Ortodoxie                 | 1936                                    |                                                   | 1939–1946                               |                                                                           |
| Vechea catedrală Adormirea Maicii Domnului                   | Vad             | Ardeal    | Mitropolia Ardealului                                                                  | Ortodoxie                 | 14..                                    | Ștefan cel Mare                                   | 15..–16..                               | Foto Vechea catedrală Adormirea Maicii Domnului                           |
| Vechea catedrală Buna Vestire                                | Sibiu           | Ardeal    | Episcopia Ardealului                                                                   | Ortodoxie                 | 1789                                    | Stana Hagi Luca                                   | 18..-1862                               | Foto Biserica din Groapă                                                  |
| Vechea catedrală Buna Vestire                                | Tulcea          | Dobrogea  | Mitropolia (grecească) a Tulcei                                                        | Ortodoxie                 | 1854                                    |                                                   | 1854-1878                               |                                                                           |
| Catedrala Coborârea Sfântului Spirit                         | Lugoj           | Banat     | Eparhia de Lugoj a Bisericii Române Unite cu Roma, Greco-Catolice                      | Catolicism (rit bizantin) | 1854                                    |                                                   | 1853–1948; 1990–prezent                 | Foto Catedrala greco-catolică din Lugoj                                   |
| Catedrala Cuvioasa Parascheva                                | Iași            | Moldova   | Arhiepiscopia Ortodoxă a Iașilor                                                       | Ortodoxie                 | 1887                                    |                                                   | 1887–prezent                            | Foto Catedrala Mitropolitană din Iași                                     |
| Vechea catedrală Cuvioasa Parascheva                         | Rășinari        | Ardeal    | Episcopia Ardealului                                                                   | Ortodoxie                 | 1758                                    | Petru Pavel Aron                                  | 1761–1795                               | Foto Biserica „Cuvioasa Parascheva” din Rășinari                          |
| Catedrala Cuvioasa Parascheva                                | Roman           | Moldova   | Arhiepiscopia Romanului și Bacăului                                                    | Ortodoxie                 | 1550                                    | Petru Rareș, Iliaș Rareș                          | 1550–prezent                            | Foto Catedrala episcopală din Roman                                       |
| Catedrala de pe Ulița Lupilor                                | Cluj            | Ardeal    | Eparhia Reformată din Ardeal                                                           | Calvinism                 | 1510                                    | Matia Corvin                                      | ?–prezent                               | Foto Biserica Reformată de pe Ulița Lupilor                               |
| Vechea catedrală din cetate                                  | Aiud            | Ardeal    | Eparhia Reformată din Ardeal                                                           | Calvinism                 | 1480                                    |                                                   | 1780–?                                  | Foto Biserica Reformată din Cetatea Aiudului                              |
| Catedrala Evanghelică-Luterană                               | Cluj            | Ardeal    | Episcopia Evanghelică Lutherană de Cluj, a Bisericii Evanghelice-Lutherane din România | Luteranism                | 1829                                    |                                                   | ?–prezent                               | Biserica Evanghelică din Cluj                                             |
| Vechea catedrală Intrarea în Biserică a Maicii Domnului      | Geoagiu de Sus  | Ardeal    | Mitropolia Ardealului                                                                  | Ortodoxie                 | 15..                                    | Radu de la Afumați                                | 15..                                    | Foto Biserica „Intrarea în Biserică a Maicii Domnului” din Geoagiu de Sus |
| Vechea catedrală Intrarea în Biserică a Maicii Domnului      | Gherla          | Ardeal    | Eparhia de Cluj-Gherla a Bisericii Române Unite cu Roma, Greco-Catolice                | Catolicism (rit bizantin) | 1905                                    | Ioan Sabo                                         | 1905–1930                               |                                                                           |
| Catedrala Înălțarea Domnului⁠(d)                              | Buzău           | Muntenia  | Arhiepiscopia Buzăului și Vrancei                                                      | Ortodoxie                 | 2009                                    |                                                   | 2009–prezent                            | Foto Catedrala „Înălțarea Domnului” din Buzău                             |
| Catedrala Înălțarea Domnului                                 | Satu Mare       | Ardeal    | Dieceza de Satu Mare                                                                   | Catolicism (rit latin)    | 1837                                    |                                                   | 1837–prezent                            | Foto Catedrala „Înălțarea Domnului” din Satu Mare                         |
| Catedrala Înălțarea Domnului                                 | Slobozia        | Muntenia  | Episcopia Sloboziei și Călărașilor                                                     | Ortodoxie                 | 2004                                    |                                                   | 2004–prezent                            | Foto Catedrala din Slobozia                                               |
| Catedrala „Înălțarea Domnului”                               | Târgoviște      | Muntenia  | Arhiepiscopia Târgoviștei                                                              | Ortodoxie                 | 1923                                    |                                                   | 1991–prezent                            | Foto Biserica mitropolitană din Târgoviște                                |
| Catedrala Înălțarea Domnului                                 | Zalău           | Ardeal    | Episcopia Sălajului                                                                    | Ortodoxie                 | 2008 (nefinisată)                       |                                                   | 2008–prezent                            |                                                                           |
| Catedrala Învierea Domnului                                  | Caransebeș      | Banat     | Episcopia Caransebeșului                                                               | Ortodoxie                 | 2010                                    |                                                   | 2010–prezent                            |                                                                           |
| Catedrala Învierea Domnului                                  | Oradea          | Crișana   | Episcopia Oradiei                                                                      | Ortodoxie                 | neterminată                             |                                                   | 2012–prezent                            |                                                                           |
| Catedrala Orașul-Nou                                         | Oradea          | Crișana   | Eparhia Reformată de pe lângă Piatra Craiului                                          | Calvinism                 | 1853                                    |                                                   | 1920–1948; 1990–prezent                 | Foto Biserica Reformată din Orașul Nou                                    |
| Vechea catedrală Nașterea Sfântului Ioan Botezătorul         | Arad            | Crișana   | Episcopia Aradului                                                                     | Ortodoxie                 | 1865                                    |                                                   | 1869–2009                               | Foto Catedrala Veche din Arad                                             |
| Catedrala Schimbarea la Față                                 | Cluj            | Ardeal    | Eparhia de Cluj-Gherla a Bisericii Române Unite cu Roma, Greco-Catolice                | Catolicism (rit bizantin) | 1779                                    | Ordinul Minoriților, împărăteasa Maria Terezia    | 1930–1948; 1998–prezent                 | Foto Catedrala Schimbarea la Față din Cluj                                |
| Vechea catedrală Sfânta Brigita                              | Oradea          | Crișana   | Dieceza de Oradea Mare                                                                 | Catolicism (rit latin)    | 1693                                    | Augustin Benkovics (episcop)                      | 1693–1741                               | Foto Biserica Sf. Brigita                                                 |
| Vechea catedrală Sfânta Fecioară                             | Baia            | Moldova   | Episcopia romano-catolică de Baia                                                      | Catolicism (rit latin)    | 1410                                    | Alexandru cel Bun                                 | 14..–15..                               | Foto Ruinele catedralei din Baia                                          |
| Catedrala Sfânta Fecioară Maria Regină                       | Iași            | Moldova   | Episcopia Romano-Catolică de Iași                                                      | Catolicism (rit latin)    | 1998                                    |                                                   | 2005–prezent                            | Foto Catedrala Sfânta Fecioară Maria Regină din Iași                      |
| Catedrala Sfânta Maria                                       | Baia Mare       | Ardeal    | Eparhia de Maramureș a Bisericii Române Unite cu Roma, Greco-Catolice                  | Catolicism (rit bizantin) | 1999                                    |                                                   | 1994 (1999?)–prezent                    |                                                                           |
| Vechea catedrală Sfânta Maria                                | Biertan         | Ardeal    | Biserica Evanghelică de Confesiune Augustană din România                               | Luteranism                | 1515                                    |                                                   | 1572–1867                               | Foto Biserica Evanghelică-luterană din Biertan                            |
| Catedrala Sfânta Maria                                       | Sibiu           | Ardeal    | Biserica Evanghelică de Confesiune Augustană din România                               | Luteranism                | 14..–1520                               |                                                   | 1867–prezent                            | Foto Catedrala Evanghelică din Sibiu                                      |
| Catedrala Sfânta Maria Mare                                  | Oradea          | Crișana   | Dieceza de Oradea Mare                                                                 | Catolicism (rit latin)    | 1780                                    |                                                   | 1780–prezent                            | Foto Bazilica Romano-Catolică din Oradea                                  |
| Catedrala Sfânta Treime                                      | Alba Iulia      | Ardeal    | Episcopia Armatei; Arhiepiscopia Ortodoxă de Alba Iulia                                | Ortodoxie                 | 1922                                    |                                                   | 1922–1948; 1975–prezent                 | Foto Catedrala Încoronării din Alba Iulia                                 |
| Catedrala Sfânta Treime                                      | Arad            | Crișana   | Arhiepiscopia Aradului                                                                 | Ortodoxie                 | 2008                                    |                                                   | 2009–prezent                            | Foto Catedrala „Sfânta Treime” din Arad                                   |
| Catedrala Sfânta Treime                                      | Baia Mare       | Ardeal    | Episcopia Maramureșului și Sătmarului                                                  | Ortodoxie                 | neterminată                             |                                                   | 2003–prezent                            |                                                                           |
| Catedrala Sfânta Treime                                      | Blaj            | Ardeal    | Arhieparhia de Făgăraș și Alba-Iulia a Bisericii Române Unite cu Roma, Greco-Catolice  | Catolicism (rit bizantin) | 1749                                    | Inocențiu Micu-Klein                              | 1756–1948; 1991–prezent                 | Foto Catedrala Sfânta Treime din Blaj                                     |
| Vechea catedrală Sfânta Treime                               | Cluj            | Ardeal    | Episcopia Vadului, Feleacului și Clujului                                              | Ortodoxie                 | 1796                                    |                                                   | 1811; 1921–1932                         | Foto Biserica „Sfânta Treime” din Deal                                    |
| Vechea catedrală Sfânta Treime                               | Gherla          | Ardeal    | Episcopia Armeano-Catolică de Transilvania                                             | Catolicism (rit armean)   | 1804                                    |                                                   | 1929–1948                               | Foto Catedrala armeano-catolică Sfânta Treime din Gherla                  |
| Catedrala Sfânta Treime                                      | Sibiu           | Ardeal    | Arhiepiscopia Sibiului                                                                 | Ortodoxie                 | 1906                                    |                                                   | 1906–prezent                            | Foto Catedrala Ortodoxă din Sibiu                                         |
| Vechea catedrală Sfânta Treime a mânăstirii Strehaia         | Strehaia        | Oltenia   | Episcopia Strehaiei                                                                    | Ortodoxie                 | 1645                                    | Matei Basarab                                     | 1672-1679                               | Foto Mănăstirea Strehaia                                                  |
| Catedrala Sfântul Alexandru                                  | Alexandria      | Muntenia  | Episcopia Alexandriei și Teleormanului                                                 | Ortodoxie                 | 1898                                    |                                                   | 1996–prezent                            | Foto Catedrala Sfântul Alexandru din Alexandria                           |
| Catedrala Sfântul Haralambie                                 | Turnu Măgurele  | Muntenia  | Episcopia Alexandriei și Teleormanului                                                 | Ortodoxie                 | 1905                                    | Carol I                                           | 1905-1996                               |                                                                           |
| Catedrala Sfântul Dumitru                                    | Craiova         | Oltenia   | Arhiepiscopia Craiovei                                                                 | Ortodoxie                 | 1893                                    |                                                   | 1939–1945; 1947–prezent                 | Foto Biserica Sf. Dumitru din Craiova                                     |
| Vechea catedrală Sfântul Gheorghe                            | Caransebeș      | Banat     | Episcopia Caransebeșului                                                               | Ortodoxie                 | 1725                                    |                                                   | 1865–2010                               | Foto Biserica Sf.Gheorghe din Caransebeș                                  |
| Vechea catedrală Sfântul Gheorghe                            | Iași            | Moldova   | Mitropolia Moldovei                                                                    | Ortodoxie                 | 1769                                    | mitropolitul Gavriil Callimachi                   | 1769–1887                               | Foto Biserica Sfântul Gheorghe din Iași                                   |
| Catedrala Sfântul Gheorghe                                   | Slatina         | Muntenia  | Episcopia Slatinei și Romanaților                                                      | Ortodoxie                 | 1782                                    | negustorul Ionașcu Cupetul                        | 2004–prezent                            | Foto Catedrala din Slatina                                                |
| Catedrala Sfântul Gheorghe a mânăstirii Sfântul Ioan cel Nou | Suceava         | Moldova   | Arhiepiscopia Sucevei și Rădăuților                                                    | Ortodoxie                 | 1522                                    | Bogdan cel Chior, Ștefăniță Vodă                  | 1522–prezent                            | Foto Mănăstirea Sfântul Ioan cel Nou din Suceava                          |
| Catedrala Sfântul Gheorghe                                   | Timișoara       | Banat     | Dieceza de Timișoara                                                                   | Catolicism (rit latin)    | 1754                                    | Carol al VI-lea                                   | 1754–prezent                            | Foto Domul din Timișoara                                                  |
| Catedrala Sfântul Gheorghe                                   | Turnu Severin   | Oltenia   | Episcopia Severinului și Strehaiei                                                     | Ortodoxie                 | neterminată                             |                                                   | 2002–prezent                            |                                                                           |
| Vechea catedrală Sfântul Ioan Botezătorul                    | Gherla          | Ardeal    | Eparhia de Cluj-Gherla a Bisericii Române Unite cu Roma, Greco-Catolice                | Catolicism (rit bizantin) | 1853                                    |                                                   | 1853–1905                               |                                                                           |
| Vechea catedrală Sfântul Ioan Teologul a mânăstirii Prislop  | Silvașu de Sus  | Ardeal    | Episcopia Silvașului                                                                   | Ortodoxie                 | 1564                                    | Domnița Zamfira, fiica lui Moise Vodă             | 15..                                    | Foto Mănăstirea Prislop                                                   |
| Catedrala Sfântul Iosif                                      | București       | Muntenia  | Arhidieceza de București                                                               | Catolicism (rit latin)    | 1885                                    |                                                   | 1885–prezent                            | Foto Catedrala Sfântul Iosif din București                                |
| Vechea catedrală Sfântul Ladislau                            | Oradea          | Crișana   | Dieceza de Oradea Mare                                                                 | Catolicism (rit latin)    | 1741                                    |                                                   | 1741–1780                               | Foto Biserica Sf. Ladislau                                                |
| Vechea catedrală Sfântul Luca (Maieri)                       | Sibiu           | Ardeal    | Episcopia Ardealului                                                                   | Ortodoxie                 | 1791                                    | Episcopii Ghedeon Nichitici și Gherasim Adamovici | 1795–18..                               |                                                                           |
| Catedrala Sfântul Mihail                                     | Alba Iulia      | Ardeal    | Arhidieceza de Alba Iulia                                                              | Catolicism (rit latin)    | 1291                                    |                                                   | 1291–prezent                            | Foto Catedrala Sfântul Mihail din Alba Iulia                              |
| Vechea catedrală Sfântul Nicolae                             | Curtea de Argeș | Muntenia  | Mitropolia Ungrovlahiei                                                                | Ortodoxie                 | 13..                                    | Basarab I, Nicolae Alexandru, Vladislav I         | 1359–1449                               | Foto Curtea de Arges.SV                                                   |
| Catedrala Sfântul Nicolae                                    | Deva            | Ardeal    | Episcopia Devei și Hunedoarei                                                          | Ortodoxie                 | 1861                                    |                                                   | 2009–prezent                            |                                                                           |
| Vechea catedrală Sfântul Nicolae                             | Făgăraș         | Ardeal    | Eparhia Făgărașului a Bisericii Române Unite cu Roma, Greco-Catolice                   | Catolicism (rit bizantin) | 1698                                    | Constantin Brâncoveanu                            | 1723–1737                               | Foto Biserica Sfântul Nicolae din Făgăraș                                 |
| Catedrala Sfântul Nicolae                                    | Galați          | Moldova   | Arhiepiscopia Dunării de Jos                                                           | Ortodoxie                 | 1917                                    |                                                   | 1917–prezent                            | Foto Catedrala „Sfântul Nicolae” din Galați                               |
| Vechea catedrală Sfântul Nicolae                             | Galați          | Moldova   | Episcopia Dunării de Jos                                                               | Ortodoxie                 | 1845                                    |                                                   | 1878–1917                               |                                                                           |
| Catedrala Sfântul Nicolae                                    | Miercurea Ciuc  | Ardeal    | Episcopia Covasnei și Harghitei                                                        | Ortodoxie                 | 1936                                    |                                                   | 1994–prezent                            | Foto Catedrala Sf. Nicolae din Miercurea Ciuc                             |
| Catedrala Sfântul Nicolae                                    | Oradea          | Crișana   | Eparhia de Oradea Mare a Bisericii Române Unite cu Roma, Greco-Catolice                | Catolicism (rit bizantin) | 1810                                    |                                                   | 1810–1948; 2005–prezent                 | Foto Catedrala Sfântul Nicolae din Oradea                                 |
| Vechea catedrală Sfântul Nicolae a mânăstirii Bogdana        | Rădăuți         | Moldova   | Mitropolia Moldovei, apoi (din 1402) Episcopia Rădăuților                              | Ortodoxie                 | 13..                                    | Bogdan I                                          | 138?–1781                               | Foto Mănăstirea Bogdana                                                   |
| Catedrala Sfântul Nicolae                                    | Râmnicu Vâlcea  | Oltenia   | Arhiepiscopia Râmnicului                                                               | Ortodoxie                 | 1856                                    |                                                   | 1856–prezent                            |                                                                           |
| Catedrala Sfântul Nicolae                                    | Timișoara       | Banat     | Episcopia Ortodoxă Sârbă de Timișoara, a Bisericii Ortodoxe Sârbe                      | Ortodoxie                 | 1747                                    |                                                   | 1747–prezent                            | Foto Catedrala Sârbă din Timișoara                                        |
| Catedrala Sfântul Nicolae                                    | Tulcea          | Dobrogea  | Episcopia Tulcii                                                                       | Ortodoxie                 | 1865                                    |                                                   | 2008–prezent                            | Foto Catedrala Episcopală din Tulcea                                      |
| Catedrala Sfântul Vasile cel Mare                            | București       | Muntenia  | Eparhia Sfântul Vasile cel Mare de București                                           | Catolicism (rit bizantin) | 1909                                    | Raymund Netzhammer                                | 1940–1948; 2008–prezent                 | Foto Catedrala Sfântul Vasile                                             |
| Vechea catedrală Sfinții Apostoli                            | Arad            | Crișana   | Episcopia Aradului                                                                     | Ortodoxie                 | 1702                                    | căpitanul Jovan Popović Tekelija                  | 1706–1869                               | Foto Biserica sârbească din Arad                                          |
| Catedrala Sfinții Apostoli                                   | Constanța       | Dobrogea  | Arhiepiscopia Tomisului                                                                | Ortodoxie                 | 1895                                    |                                                   | 1895–prezent                            | Foto Catedrala Sfinții Petru și Pavel din Constanța                       |
| Catedrala Sfinții Apostoli                                   | Huși            | Moldova   | Episcopia Hușilor                                                                      | Ortodoxie                 | 1756                                    | episcopul Inochentie al Hușilor                   | 1756-1949; 1996–prezent                 | Foto Catedrala Episcopală a Hușilor                                       |
| Catedrala Sfinții Arhangheli                                 | București       | Muntenia  | Arhiepiscopia Bisericii Armene din România, a Bisericii Apostolice Armene              | Creștinism necalcedonic   | 1915                                    |                                                   | 1931–prezent                            | Foto Biserica Armenească din București                                    |
| Vechea catedrală Sfinții Arhangheli a mânăstirii Slobozia    | Slobozia        | Muntenia  | Episcopia Sloboziei și Călărașilor                                                     | Ortodoxie                 | 1842                                    |                                                   | 1994–2004                               | Foto Biserica mânăstirii „Sfinții Voievozi” Slobozia                      |
| Catedrala Sfinții Împărați                                   | București       | Muntenia  | Arhiepiscopia Bucureștilor                                                             | Ortodoxie                 | 1658                                    | Constantin Șerban                                 | 1668–prezent                            | Foto Catedrala Patriarhală din București                                  |
| Catedrala Sfinții Trei Ierarhi                               | Timișoara       | Banat     | Arhiepiscopia Timișoarei                                                               | Ortodoxie                 | 1946                                    |                                                   | 1946–prezent                            | Foto Catedrala Mitropolitană din Timișoara                                |
| Catedrala Unitariană                                         | Cluj            | Ardeal    | Biserica Unitariană din Transilvania                                                   | Unitarianism              | 1796                                    |                                                   | 1796–prezent                            | Foto Biserica Unitariană din Cluj                                         |
| Catedrala Uspenia                                            | Târgu Frumos    | Moldova   | Eparhia Moldovei a Mitropoliei Ortodoxe Ruse de Rit Vechi                              | Ortodoxie                 | 1986                                    |                                                   | 1986–prezent                            |                                                                           |